# Intraclustermedium

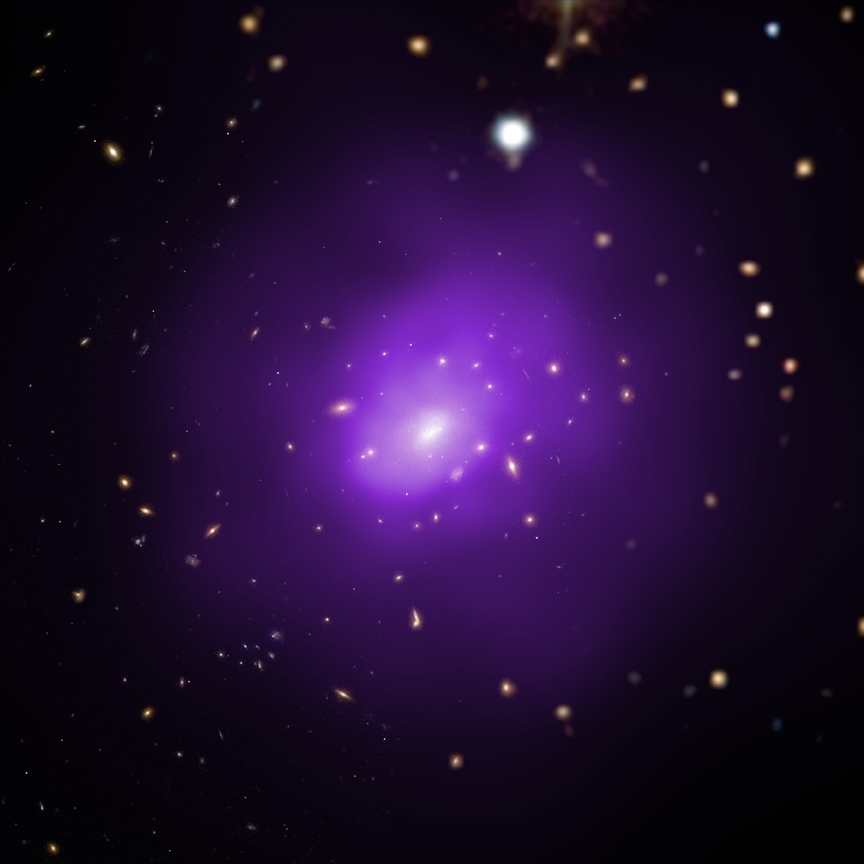
De cluster ZwCl 1021+0426 optisch (Ruimtetelescoop Hubble en Sloan Digital Sky Survey) met röntgenstraling (paars) van het intraclustermedium, gemeten door Chandra X-ray Observatory.

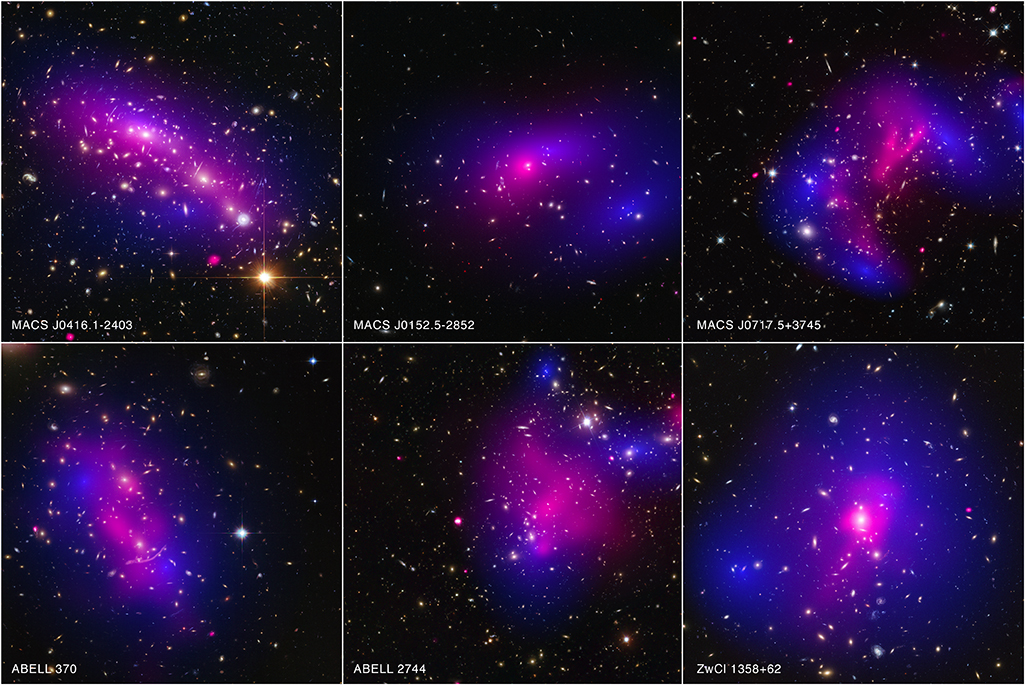
Optische foto's van zes clusters gemaakt door Ruimtetelescoop Hubble samen met de verdeling van röntgenstraling gemeten door Chandra X-ray Observatory (roze) en de verdeling van donkere materie afgeleid uit metingen van zwaartekrachtlenzen (blauw).

Het intraclustermedium (ICM) is het oververhitte plasma dat aanwezig is binnen clusters van sterrenstelsels. Het gas bestaat hoofdzakelijk uit geïoniseerd waterstof en helium en bevat het grootste deel van het baryonisch materiaal in clusters van sterrenstelsels. 

## Ontdekking
Rond 1972 werd ontdekt door middel van metingen met de röntgensatelliet Uhuru dat clusters van sterrenstelsels de bron zijn van uitgebreide röntgenstraling.

## Eigenschappen
Het ICM is verhit tot temperaturen tussen 10 en 100 miljoen kelvin en zendt sterke röntgenstraling uit. 
Ongeveer 10% van de massa van een cluster bevindt zich in het ICM, terwijl het aandeel van sterren en sterrenstelsels slechts 1% is. Het wordt verondersteld dat het grootste deel van de massa van een cluster van sterrenstelsels bestaat uit donkere materie en niet uit baryonische materie. Bij de Virgocluster bevat het ICM ongeveer 3 × 1014 M☉ terwijl de totale massa van de cluster wordt geschat op 1.2 × 1015 M☉.
De dichtheid van het ICM is laag, met typische waarden van 10−3 deeltjes per kubieke centimeter. De vrije weglengte van de deeltjes is ongeveer 1016 m, of ongeveer een lichtjaar. De dichtheid van het ICM is het grootst in het centrum van de cluster. Daarnaast neemt de temperatuur van het ICM af naar het centrum tot ongeveer 1/2 of 1/3 van de waarde in de buitenste delen. Wanneer de dichtheid van het plasma een kritische waarde bereikt, koelt het plasma door interactie tussen de ionen en zendt het röntgenstraling uit.
Het plasma van het ICM bestaande uit geïoniseerd waterstof en helium is verrijkt met zwaardere elementen, waaronder ijzer. De gemiddelde verhouding tussen de hoeveelheid zwaardere elementen en de hoeveelheid waterstof, in de astronomie het metaalgehalte genoemd, is tussen 33% en 50% van het metaalgehalte in de zon, waarbij het metaalgehalte in het centrum van de cluster hoger is dan aan de rand. In sommige clusters, zoals bijvoorbeeld de Centauruscluster kan het metaalgehalte groter zijn dan dat van de zon. 
Metaalrijk gas dat wordt uitgestoten bij supernova-explosies in sterrenstelsels van de cluster blijft gebonden aan de cluster door het zwaartekrachtsveld van de cluster en verrijkt daardoor het ICM. Door waarnemingen te doen van clusters bij verschillende roodverschuiving, wat overeenkomt met het terugkijken naar verschillende perioden van de evolutie van het heelal, kan het ICM inzicht geven in de geschiedenis van de productie van chemische elementen in sterrenstelsels.

## Waarnemingen
Door de hoge temperaruur van het ICM zendt het röntgenstraling, hoofdzakelijk door het proces van remstraling. Daarnaast worden  emissielijnen van zware elementen gedetecteerd in het röntgengebied. Deze straling kan worden waargenomen door een röntgentelescoop en een analyse geeft inzicht in de temperatuur, dichtheid en het metaalgehalte van het plasma.
Uit metingen van de verdeling van temperatuur en dichtheid in clusters van sterrenstelsels kan de verdeling van de massa in het ICM afgeleid worden door middel van modellen waarin hydrostatisch evenwicht aangenomen wordt. De resulterende massaverdeling laat zien dat de massa's veel groter zijn dan de gemeten waarden, wat wijst op de aanwezigheid van donkere materie in clusters.
In clusters treedt het inverse compton-effect op, waarbij laag-energetische fotonen van de kosmische achtergrondstraling door botsingen met relativistische en energie opnemen en daardoor het spectrum van de achtergrondstraling verstoord wordt. Dit is bekend als het Soenjajev-Zeldovitsj-effect. Deze verstoringen kunnen worden waargenomen met bijvoorbeeld de South Pole Telescope om clusters bij grote roodverschuiving te vinden.

## Cooling flows
De emissie van de röntgenstraling is evenredig met het kwadraat van de dichtheid. In gebieden met hogere dichtheid zou door de emissie van röntgenstraling  het plasma afkoelen met een tijdschaal die kleiner kan zijn dan de leeftijd van de cluster. In het centrum van clusters zou de tijdschaal (cooling time) aanzienlijk kleiner kunnen zijn. Er is voorspeld dat dit afgekoelde plasma het gewicht van het hete gas in de buitendelen niet zou kunnen dragen en er daardoor inval van materie op kan treden (een cooling flow). Dit zou kunnen resulteren in gebieden met koud gas, mogelijk met nieuwe stervorming. Metingen met het Chandra X-ray Observatory wijzen echter niet op de voorspelde hoeveelheid stervorming en er wordt daarom onderzoek gedaan naar mechanismen die voorkomen dat de centrale delen van het ICM afkoelen.

## Verhitting
Een mogelijke verklaring van de afwezigheid van koeling is energietoevoer vanuit actieve sterrenstelsels die energetische jets uitzenden die in het röntgen- en radiogebied waargenomen worden.

## Intracluster licht

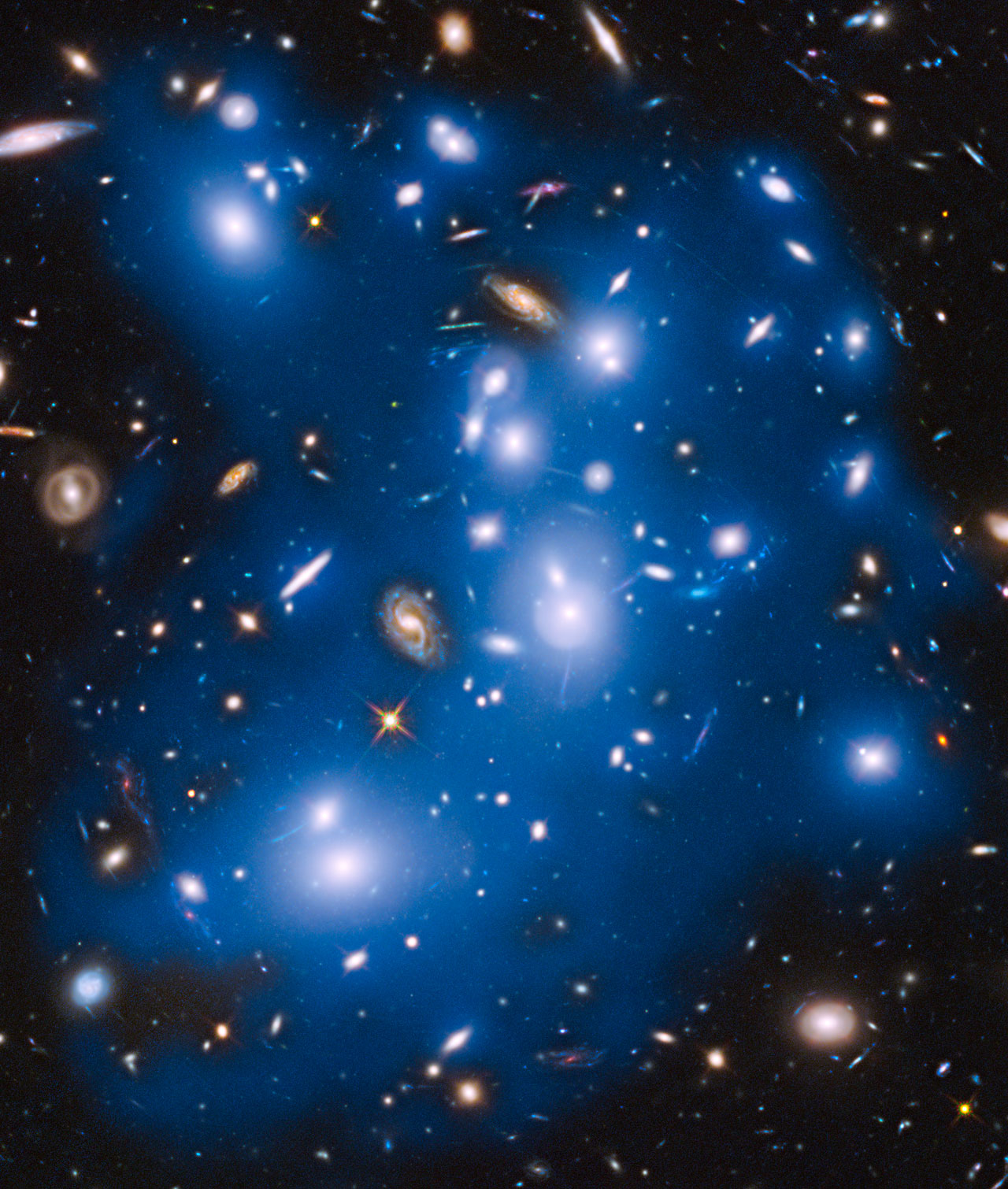
Intracluster licht (blauw) in de cluster Abell 2744 gemeten door Ruimtetelescoop Hubble. De gele stelsels behoren niet tot de cluster.

Intracluster licht is optische straling van sterren die zich bevinden in het ICM. Deze sterren zijn afkomstig uit sterrenstelsels die uit elkaar gevallen zijn door interactie met grotere stelsels.